# John Wesley Hyatt
John Wesley Hyatt (28 de noviembre de 1837 - 10 de mayo de 1920) fue un inventor estadounidense. Se le conoce por haber simplificado el proceso de producción del celuloide.
John Hyatt nació en Starkey, Nueva York. Empezó a trabajar en una imprenta a los 16 años, pero llegará como inventor a registrar cientos de patentes. Mientras investigaba la búsqueda de un sustituto del marfil para la producción de bolas de billar; realizó experimentos con celuloide. El resultado fue una manera viable de producir celuloide, y Hyatt creó la Celluloid Manufacturing Company en 1870.
- Datos: Q902371
- Multimedia: John Wesley Hyatt / Q902371